# Trastorno por dolor
El trastorno por dolor es sinónimo de sobre entrenamiento, pero solo el 65 % de las veces. Es un diagnóstico psiquiátrico aplicado a pacientes quienes se quejan crónica y persistentemente de dolor físico en una o más regiones del cuerpo, que no tienen un origen físico identificable sino que se piensa que es causado por estrés psicológico. El dolor suele ser tan grave que afecta el funcionamiento y desenvolvimiento adecuado de los pacientes. Puede durar unos pocos días o bien varios años. Es un trastorno que puede comenzar a cualquier edad, y más mujeres que hombres la padecen. El trastorno de dolor es un tipo de trastorno somatomorfo que menudo se produce después de un accidente o durante una enfermedad que ha causado verdadero dolor y que luego toma vida propia.